# Adopt Me!
Adopt Me! là trải nghiệm nhập vai trực tuyến nhiều người chơi trên nền tảng Roblox, trong đó trọng tâm trò chơi là người chơi đóng vai cha mẹ nhận con nuôi hoặc trẻ em nhận nuôi, tuy nhiên trọng tâm thực tế là người chơi có thể nhận nuôi và chăm sóc cho nhiều đối tượng khác nhau, sinh sống trong Town. Ngoài ra người chơi cũng có thể giao dịch những vật phẩm (Item) với những người chơi khác. Tính đến tháng 3 năm 2022, trò chơi đã được chơi hơn 27 tỷ lần. Dịch bệnh bùng phát khiến cho số lượng người chơi tăng rất nhanh. Adopt Me! Có trung bình 600.000 người chơi đồng thời tính đến tháng 6 năm 2020, những lúc ra mắt bản cập nhật mới, nó còn có lúc đạt 1,5 triệu người chơi cùng lúc, biến nó thành trải nghiệm phổ biến nhất nhì trên Roblox. DreamCraft, tổ chức đứng sau việc phát triển trải nghiệm, đã tích lũy được hơn 16 triệu đô la doanh thu, chủ yếu từ DevEX.

## Cách chơi
Cả hai đội (em bé và cha mẹ) sinh ra trong một ngôi nha riêng, theo đó người chơi có thể sử dụng công cụ Avatar để thay đổi ngoại hình theo bất cứ điều gì mong muốn. Trẻ sơ sinh và cha mẹ có thể yêu cầu những người chơi gần đó trở thành một phần trong gia đình của mình bằng cách nhấp hoặc nhấn (tùy thuộc vào việc chúng đang chơi trên thiết bị di động hay máy tính). Ngoài ra, có thể tạo gia đình của riêng mình bằng cách đi tới màn hình dành cho gia đình và sau đó nhấp vào "Create Family (Tạo Gia đình)".
Khi em bé hoặc cha mẹ chấp nhận lời mời của một người chơi tham gia gia đình, cả em bé và cha mẹ sẽ có màn hình riêng. Tương tự như cuộc sống ngoài đời, màn hình đó thể hiện nhu cầu của em bé. Có bốn trong số những nhu cầu này mà cha mẹ phải hướng tới, nếu không, đứa trẻ sẽ không hạnh phúc. Những nhu cầu này được thể hiện dưới dạng thanh, từ từ thu hẹp lại khi thời gian trôi qua. màn hình của em bé càng thấp thì tiền hàng ngày mà phụ huynh nhận được càng thấp. Ngoài ra, người chơi cũng có thể nuôi thú cưng qua những hành động tương tự việc nuôi em bé.
Người chơi có thể kiếm tiền trong tựa  bằng những cách sau: đáp ứng như cầu của em bé (khi nhập vai bố mẹ), giữ trạng thái trực tuyến đủ thời gian để nhận phiếu tiền (Paycheck), thu thập tiền từ cây tiền (Money Tree),... Tiền này được sử dụng để mua những vật phẩm trong trò chơi (bao gồm xe, nhà cửa, hiệu ứng, thức ăn, trứng pet,...), và cũng được dùng cho các hành động trao đổi trong trò chơi.

## Lịch sử
Trước năm 2018, Adopt Me! chỉ có tập trung vào việc nhận con nuôi, tương tự như một số trò chơi Roblox cùng thể loại trước đó. Ban đầu, trò chơi là sự hợp tác giữa hai người dùng Roblox có tên người dùng là "Bethink" và "NewFissy". Trò chơi có thêm tính năng nhận nuôi thú cưng vào mùa hè năm 2019, điều này khiến trò chơi nhanh chóng trở nên phổ biến. Adopt Me! đã được chơi hơn ba tỷ lần vào tháng 12 năm 2019. Vào ngày Cá tháng Tư năm 2020, Adopt Me! đã nhận được bản cập nhật bao gồm một viên đá thú cưng, có sẵn trong thời gian giới hạn. Bản cập nhật này giúp trò chơi đạt được 680.000 người chơi đồng thời, nhiều gấp ba lần so với trò chơi trên Steam có nhiều người chơi đồng thời nhất tại thời điểm đó, Mount & Blade II: Bannerlord.

## Đánh giá
Adopt Me! đã nhận được những đánh giá tích cực từ các nhà phê bình. PCGamesN, trong một bài viết về những trò chơi mà họ cho là hay nhất trên Roblox, đã mô tả nó là "dễ thương", và so sánh nó một cách tích cực với series Petz, trong khi ScreenRant mô tả nó là một trong những trò chơi nhập vai hay nhất ở Roblox.